# Cubatyphlops arator
Cubatyphlops arator — вид змій родини сліпунів (Typhlopidae). Ендемік Куби.

## Поширення і екологія
Cubatyphlops arator мешкають в прибережних районах на північному заході Куби, від Гавани на схід до Матансаса. Вони живуть в сухих прибережних хвойних лісах та в сухих чагарникових заростях з великою кількістю сукулентів. Зустрічаються на висоті до 25 м над рівнем моря.